# Feketegazdaság

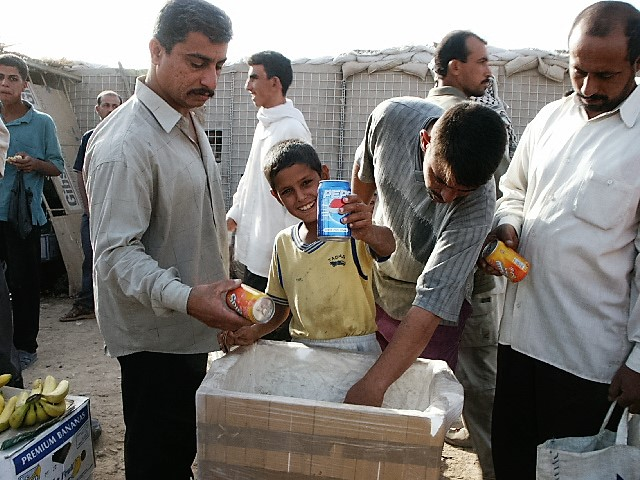
Egy bagdadi üdítőital-árus

A feketegazdaság, más néven árnyékgazdaság, rejtett gazdaság, vagy feketekereskedelem, a legális üzleti forgalmat teljesen vagy részben kikerülő gazdasági ág. Egyszerűbb formájában a számlaadás hiánya már jelezheti, hogy az így kiadott pénz nem lesz az ország adóhatóságánál bevallva. Ez fekete jövedelmet hoz létre, ami a többi versenytársnál árban alacsonyabb,  jövedelmezőségben sikeresebb bevételi forma. A feketegazdaság súlyosabb formája ha korrupcióval is társul. Egy-egy balkáni vagy ázsiai ország gazdaságát alapjaiban határozza meg napjainkban, gyakorlatilag e nélkül is nem működik az ország gazdasága, ezzel hátrányos helyzetbe hozva a tisztességes gazdasági résztvevőket. Felszámolása, ha szándék van is rá roppant nehéz, mert egyes néprétegek e nélkül a bevétel nélkül még szegényebb életre vannak ítélve. A feketegazdaságban létrejövő adásvételek során keletkezett bevétel neve a feketepénz.

## Magyarországon
A magyar feketegazdaság méretét Balog Ádám közgazdász 2014-ben az ország bruttó hazai termékének 22-25%-ára becsülte.